# Rzutnia lekkoatletyczna

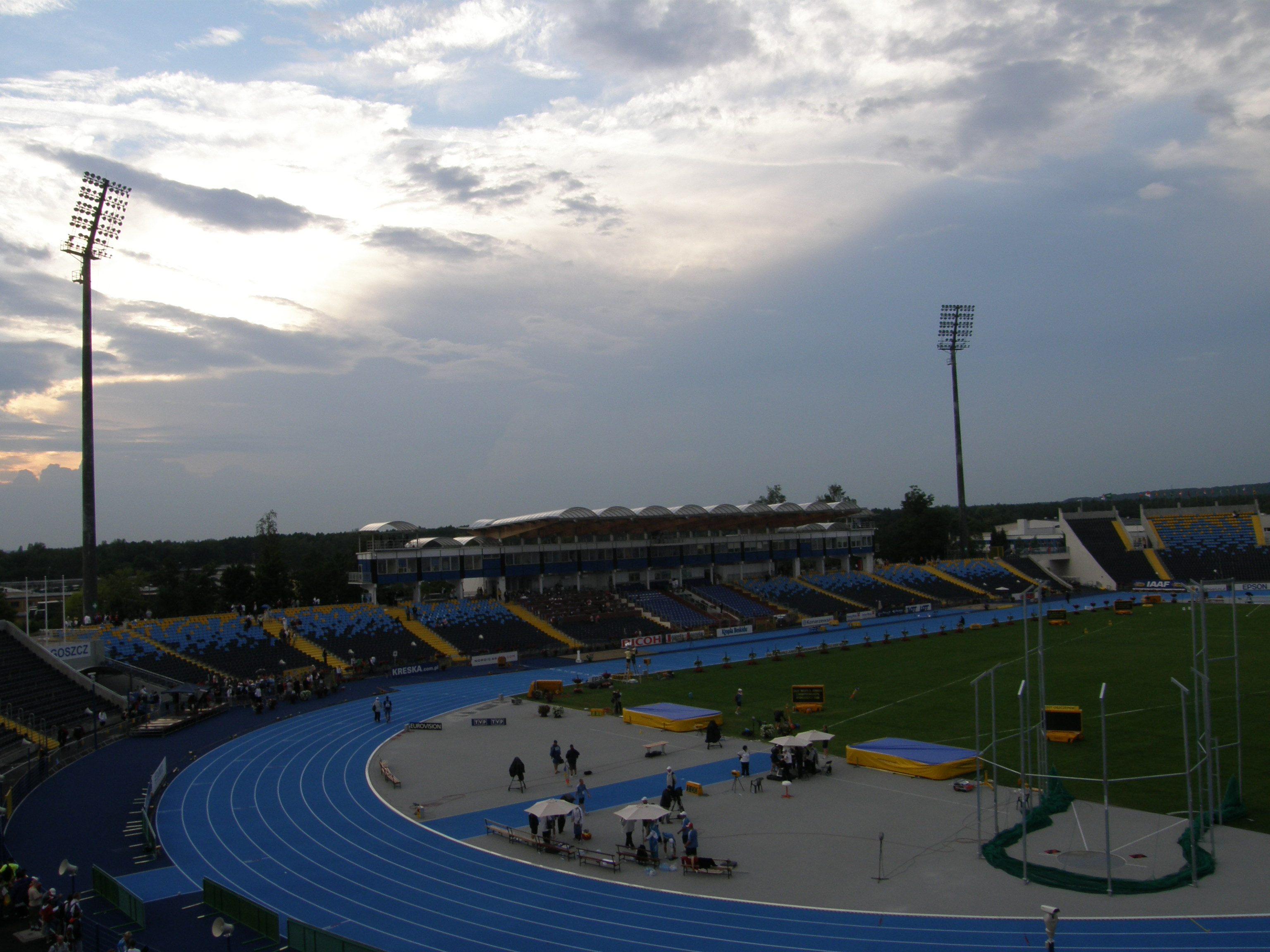
Rzutnia na Bydgoskim Stadionie Miejskim

Rzutnia lekkoatletyczna – miejsce na stadionie, które zostało przystosowane i specjalnie wyposażone w celu rozgrywania konkurencji lekkoatletycznych: rzutu oszczepem, rzutu dyskiem, rzutu młotem i pchnięcia kulą. Rzutnia składa się z rozbiegu, koła rzutów oraz tzw. sektora rzutów. 